# August Leskien
Johann Heinrich August Leskien (Kiel, 8 luglio 1840 – Lipsia, 20 settembre 1916) è stato un linguista e filologo tedesco, esponente della Scuola neogrammaticale che influenzò profondamente l'indoeuropeistica tra XIX e XX secolo. Legò il suo nome alla Legge di Leskien sulla regolarità del cambiamento fonetico.

## Biografia
Nato a Kiel, August Leskien studiò filologia a Kiel e a Lipsia, dove nel 1864 conseguì il dottorato. Da quell'anno al 1866 insegnò greco e latino alla Thomasschule zu Leipzig. Nel 1866 studiò linguistica comparata all'Università di Jena, dove fu allievo di August Schleicher e ottenne la libera docenza l'anno seguente. Dal 1867 fu docente a Gottinga, dal 1869 a Jena e dal 1870 a Lipsia; qui insegnò Filologia slava, divenne ordinario nel 1876 e conservò la cattedra fino al 1916, anno della sua morte.
Al centro delle sue ricerche fu la linguistica indoeuropea. Insieme a Karl Brugmann e ad Hermann Osthoff, Leskien fu uno dei più influenti ispiratori del movimento dei Neogrammatici. A lui si devono in particolare approfonditi studi sulle lingue slave e baltiche; figura tra i fondatori di Archiv für slavische Philologie.
Legò il suo nome ad una legge fonetica che da lui prese il nome (la cosiddetta "legge di Leskien"), secondo la quale il cambiamento fonetico, a parità di condizioni, avviene sempre con lo stesso risultato, senza eccezioni.

## Opere

### Saggi
- (LA)  Rationem quam I. Bekker in restituendo digammo secutus est, Lipsia, F. A. Brockhaus, 1866
- (DE)  Zur neusten Geschichte der slawischen Sprachforschung, Berlino, Schade, 1868
- (DE)  Handbuch der altbulgarischen (altkirchenslavischen) Sprache. Grammatik, Texte, Glossar, Weimar, H. Böhlau, 1871. Ora in  August Leskien, Handbuch der altbulgarischen (altkirchenslavischen) Sprache. Grammatik, Texte, Glossar, a cura di Otto A. Rottmann, Heidelberg, Winter, 2002, ISBN 3-8253-1401-4.
- (DE)  Leben und Wachstum der Sprache (con William Dwight Whitney), Lipsia, F. A. Brockhaus, 1876
- (DE)  Die Declination im Slavisch-Litauischen und Germanischen, Lipsia, S. Hirzel, 1876. Ora in  August Leskien, Die Declination im Slavisch-Litauischen und Germanischen, Lipsia, Zentralantiquariat der DDR, 1963.
- (RU)  Grammatika staroslavjanskogo jazyka (s dopolneniempo jazyku Ostromirova Evangelija), Mosca, 1890
- (DE)  Litauische, volkslieder und märchen, aus dem preussichen und dem russichen Litauen (con Karl Brugmann), Strasburgo, K. J. Trubner, 1882
- (DE)  Zur Kritik der künstlichen Weltsprachen (con Karl Brugmann), Strasburgo, K. J. Trubner, 1907
- (DE)  Litauisches Lesebuch mit Grammatik und Wörterbuch, Heidelberg, Winter, 1919

### Traduzioni e curatele
- (DE)  Allgemeine Encyclopädie der Wissenschaften und Künste (a cura di Johann Samuel Ersch e Johann Gottfried Gruber), Lipsia, F. A. Brockhaus. Volumi curati da Leskien:
  - 2: H-N. 32., K - Karabulaken (1882);
  - 2: H-N. 33., Karachitaier - Karl V. von Lothringen (1883);
  - 2: H-N. 34., Karl (Herzog von Guise) - Kauffahrer (1883);
  - 2: H-N. 35., Kaufmann - Khôrasân (1884);
  - 2: H-N. 36., Khorsabad - Klein (Julius Leopold) (1884);
  - 2: H-N. 37., Kleinasien - Kochen (1885);
  - 2: H-N. 38., Kocher - Köppen (Friedrich) (1885);
  - 2: H-N. 39., Köppen (Peter v.) - Kriegk (1886);
  - 2: H-N. 40., Kriegsakademie - Kurzsichtigkeit (1887);
  - 2: H-N. 41., Kusnezk - Landsmannschaften (1887);
  - 2: H-N. 42., Landstände - Lehrte (1888);
  - 2: H-N. 43., Leibeigenschaft - Ligatur (1889)

## Miscellanee
- (DE) Hans Holm Bielfeldt (a cura di), Slavische und baltische Forschungen. Sämtliche Leipziger Akademieschriften 1875-1911, Lipsia, Zentralantiquariat der DDR, 1975.
- (DE) Ernst Eichler; Gerhart Schröter (a cura di), August Leskiens Vorlesungen zur vergleichenden Grammatik der slawischen Sprachen, Berlino, Akademie Verlag, 1991, ISBN 3-05-001064-9.